# Poreuomena lamottei
Poreuomena lamottei är en insektsart som beskrevs av Lucien Chopard 1954. Poreuomena lamottei ingår i släktet Poreuomena och familjen vårtbitare. Inga underarter finns listade i Catalogue of Life.